# Électrotachyscope

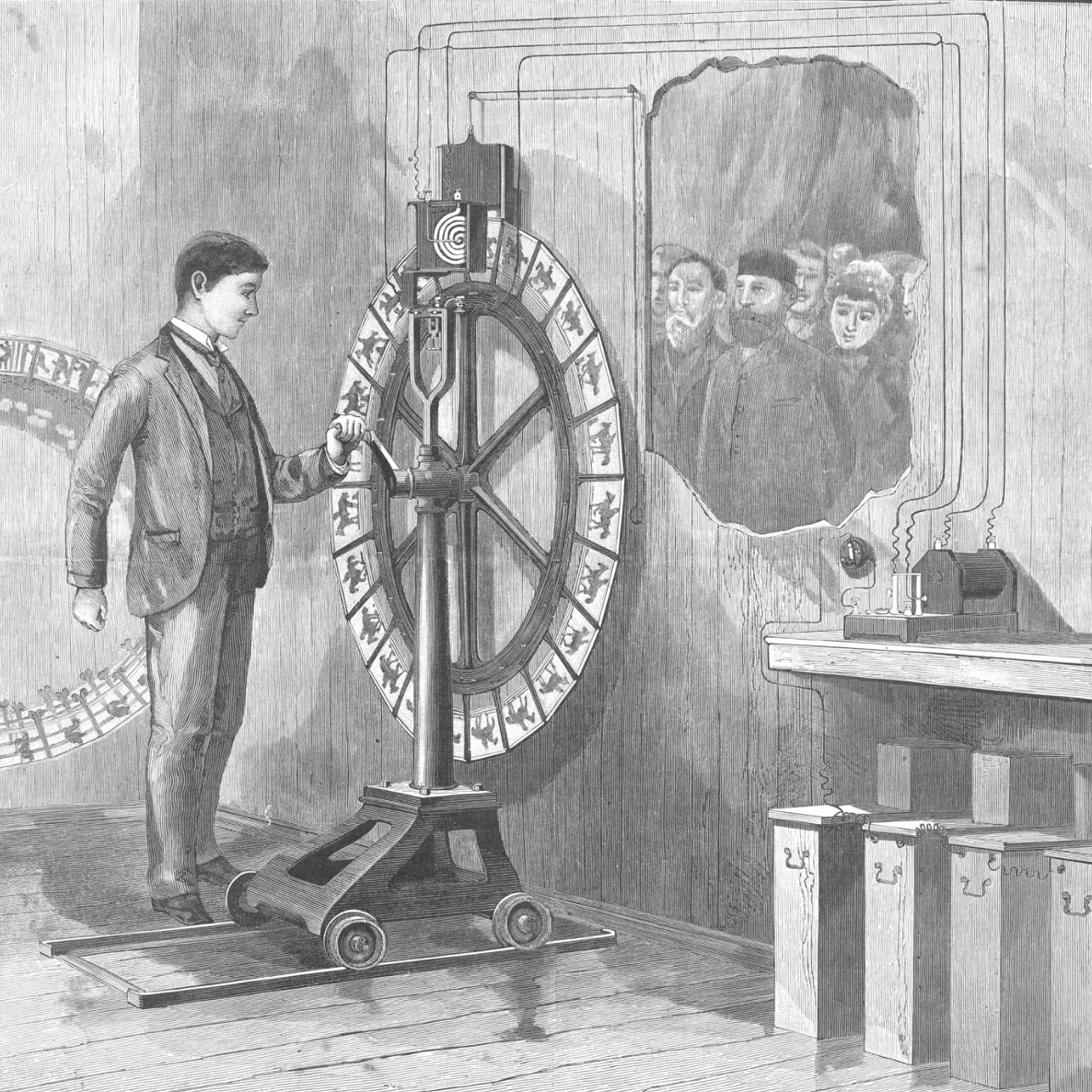
Dessin d'un électrotachyscope paru en 1889 dans Scientific American.

L'Électrotachyscope est une invention allemande d'Ottomar Anschütz datant des années 1887 qui produit l'illusion d'un mouvement d'une série de photographies : les prémices d'un film, utilisant la chronophotographie.
Le Tube de Geissler fut utilisé en tant que flash.
Sa première démonstration publique remonte à l'Exposition universelle de 1893 (World's Columbian Exposition) à Chicago.